# Whitney Engen
Whitney Engen és una defensa de futbol internacional pels selecció femenina de futbol dels Estats Units, amb els que ha guanyat el Mundial 2015. Amb el Tyresö FF va ser subcampiona de la Lliga de Campions.

## Trajectòria
| Temporades  | Lliga             | Club                     | P   | G  | Actualitzat |
| ----------- | ----------------- | ------------------------ | --- | -- | ----------- |
| 2006 - 2009 | D3                | North Carolina Tar Heels | 105 | 19 |             |
| 2009        | D2                | Pali Blues               |     |    |             |
| 2010        | D1                | Chicago Red Stars        | 024 | 0  |             |
| 2011        | D1                | Western New York Flash   | 017 | 0  |             |
| 2011        | D1                | Tyresö FF (cessió)       | 06  | 01 |             |
| 2012        | D2                | Pali Blues               |     |    |             |
| 2013        | D1                | Liverpool FC             | 013 | 01 |             |
| 2014        | D1                | Tyresö FF                | 04  | 0  |             |
| 2014        | D1                | Houston Dash             | 011 | 0  |             |
| 2015        | D1                | Western New York Flash   | 012 | 0  |             |
| 2016        | D1                | Boston Breakers          | 013 | 01 |             |
|             |                   |                          |     |    |             |
| 2006 - 2007 | Selecció sub-20   | Selecció sub-20          |     |    |             |
| 2011 - 2016 | Selecció absoluta | Selecció absoluta        | 040 | 04 | 19/11/2016  |

## Palmarès
| Títols — Seleccions nacionals            |
| 1 Mundial                                |
| 0 1 Copa d'Or                            |
| 3 Copes d'Algarve                        |
| 1 SheBelieves Cup                        |
| Títols — Clubs                           |
| 1 Lliga Professional                     |
| 1 Lliga Semiprofessional                 |
| 3 Lligues Universitàries                 |
| Reconeixements — Premis                  |
| Millor defensa de la Lliga Universitària |
| Reconeixements — Seleccions de jugadores |
| Onze ideal de la Lliga Professional      |